# Gorgonia capensis
Gorgonia capensis är en korallart som beskrevs av Sydney John Hickson 1900. Gorgonia capensis ingår i släktet Gorgonia och familjen Gorgoniidae. Inga underarter finns listade i Catalogue of Life.